# لوسينغ غريب
Losing Grip هي رابع وآخر أغنية منفردة من ألبوم المغنية الكندية آفريل لافين الأول "Let Go" (فيما عدا أستراليا ونيوزيلندا، حيث أطلقت أغنية منفردة خامسة بعنوان "Mobile"). أطلقت في أواخر العام 2003م، على إثر النجاح الكبير لأغنية "I'm With You"، وتعتبر هذه الأغنية من أكثر أغاني الألبوم ثقلاً من ناحية أنغامها، ويعتقد أنه كان لهذا الأمر أثرٌ في أداء هذه الأغنية في القوائم العالمية.

## حول الأغنية
الأغنية من تأليف كلٍ من لافين وكليف ماغنس، وقد صرحت لافين بأنها قد استنبطت فكرة الأغنية من تجربة سابقة لها، كما أوضحت بأنها أغنيتها المفضلة في الألبوم. الأغنية تدخل ضمن الروك البديل وبوست غرنج، وتخلو من أنغام البوب والإيقاعات السريعة، حيث استبدلت بإيقاع أبطأ وأكثر قوة، مما أكسبها «ثقلاً» معيناً، وميزها عن باقي أغاني الألبوم.

### معنى الأغنية
تتحدث لافين في هذه الأغنية عن فقدان الأمور للسيطرة، حيث تؤنب صديق سابق لها، لم تعجبه تصرفاته الفظة وطريقة إهماله لها، مما جعلها تتراجع عن هذه الصداقة، موضحة بأنها لن تهتم به إن لم يبادلها ذلك الشعور. "Don't Tell Me" وهي أول أغنية منفردة من ألبوم لافين الثاني "Under My Skin" تحمل في مضمونها المعاني ذاتها، ويعتقد أنها تكملة للأغنية السابقة.

## الفيديو

آفريل لافين تنحني أمام الجمهور أثناء الغناء

تظهر لافين مع الفرقة على مسرح مظلم، أمام حشد ضخم، وتبدأ بالغناء كأنها في حفل غنائي. يلاحظ أيضاً سيادة جو مقارب للروك أثناء الاستعراض.

## الجوائز والترشيحات
بالرغم من ضعف أداء الأغنية في القوائم العالمية، إلا أنها تمكنت من الحصول على ترشيح لجائزة الغرامي كأفضل أداء صوتي نسائي في فئة الروك.